# Карени
Карени (бірм. ကရင္‌လူမ္ယုိး), в Таїланді також мають назву каріанг (тай. กะเหรี่ยง) або янг — народ чи група споріднених народів, що мешкають на південному сході М'янми й на заході Таїланду.
Чисельність — близько 7,4 млн осіб. Розмовляють каренськими мовами, що входять до групи тибето-бірманських мов сино-тибетської мовної родини.

## Склад
До північних каренів відносяться пао (таунду) - понад 700 тис. ос. на південному заході штату Шан.
Центральні карени (бве) поділяються на:
- Падаунг, які включають:
  - Падаунг (Каяні) - понад 50 тис. ос. на північному заході штату Кая, на півночі штату Карен і на південному заході штату Шан і близькі до них
  - лахта - 10 тис. ос. на півдні штату Шан;
  - гекхо (геку) - 13 тис. ос. на півночі штату Карен, заході штату Кая і південному заході штату Шан;
  - їнбо (самоназв. ка-нган) - 10 тис. ос. на сході штату Шан;
  - заєйн (латха) - 10 тис. ос. на півдні штату Шан.
- Західні карени, які включають:
  - геба (білі карени) - 10 тис. ос. в районі м Тандаун і Тауннгу на півночі Пегу і штату Карен;
  - бве (блімо) - понад 20 тис. ос. на заході штату Кая;
  - бре (брек, пре,  самоназв . кейо) - понад 20 тис. ос. на південному заході штату Кая і північному сході штату Карен.
- Східні карени, які включають:
  - кая (червоні карени, каренні) - понад 530 тис. ос. в штаті Кая, на півночі штату Карен і понад 100 тис. ос. в Таїланді;
  - їнтале - 10 тис. ос. на півдні штату Кая;
  - мани (ману,  самоназв. пини) - 10 тис. ос. на заході штату Кая.

Південні карени включають:
- сго (бірм. сако каїн, сахво каїн, бама каїн - «бірманські карени») - 1,8 млн ос. в дельті Іраваді, горах Пегу, на півночі штату Карен і бл. 360 тис. ос. в Таїланді; сго включають групи:
  - мопва (монепва, могва, паку, палаїчі) - 7,2 тис.чол на заході на. обл. Кая),
  - вево (wewaw),
  - монепва та ін.;
- пво (ПХО; самоназва пхлоун, бірм. поу кайін, мун кайін - «монськие карени»):
  - Західні - понад 220 тис. ос. в дельті Іраваді,
  - Східні - 1,1 млн ос. в штатах Карен і Мон і на півдні області Танінтаї;
  - До 100 тис. північних і східних пво живуть в Таїланді.

## Історія

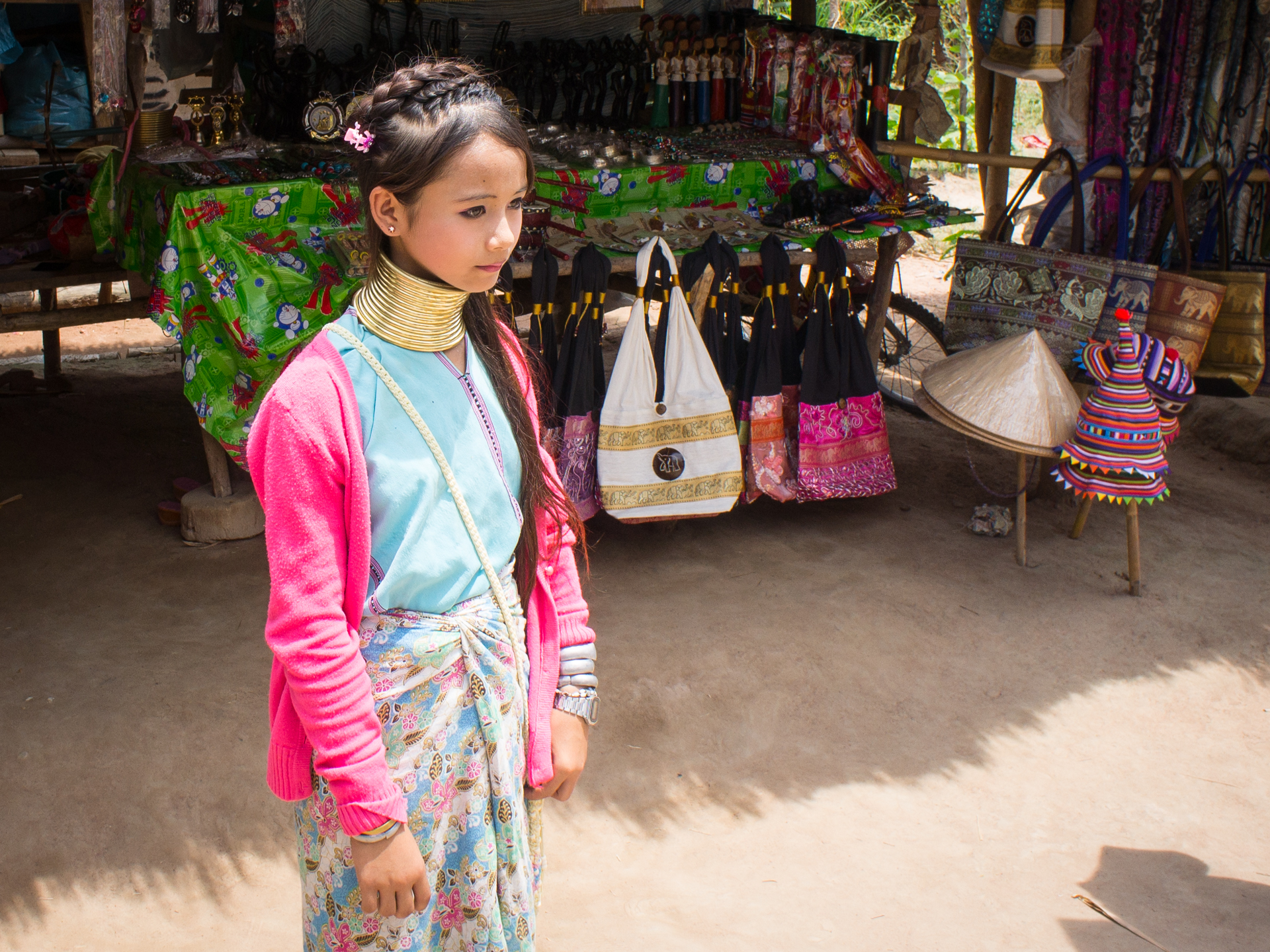
Дівчинка каренка з кільцями на шиї в селі недалеко від міста Аютая в Таїланді.

У кая існували князівства Кантаравадді, Чебоджі і Болакхе.
Займали прикордонне положення між рівнинними (бірманцями, тайцами і монами) і гірськими народами, обслуговували караванну торгівлю, займалися работоргівлею. Серед каренів поширені сепаратистські тенденції. З 1948 року діє каренський національний союз і його військове крило - каренська національно-визвольна армія. Військові конфлікти з урядом М'янми викликали еміграцію каренів в Таїланд. У 1997 році  утворена Організація каренської солідарності.
Традиційна культура типова для народів Південно-Східної Азії. Займаються землеробством (основна культура - рис), розводять биків і буйволів, в горах - кіз. До середини XX ст. зберігалося колективне полювання, в якому брало участь все місцеве чоловіче населення, вилов слонів. Розвинене плетіння з бамбука і ротанга, у кая - гірничорудна справа і бронзоливарне ремесло (в тому числі виготовлення священних барабанів пазі з багатопроменевою розеткою і фігурками жаб на верхній деці). Частина займається полюванням, працює на лісозаготівлях і рудниках, живе в містах.
Свайне житло на узбережжі близьке до бірманського, у передгір'ях - до Шанського, у кая - часто здвоєне. У горах поширені поселення кучового планування, до кінця XIX в. зберігалися довгі будинки.
Одяг - саронг у чоловіків (у кая - широкі штани) і пряма зшита спідниця у жінок, прямозастіжна куртка без рукавів; на півночі костюм близький до Шанського. Чоловіки носили пов'язку навколо голови, у кая - з вузлом над верхнім вухом. Жінки кая обертали тіло полотнищем і підперізувались довгим широким шарфом, кінець якого перекидався через плече; на плечах носили шарф. В одязі ряду груп переважав білий (т. зв. Білі карени) або чорний (т. зв. Чорні карени) колір.
Поширені татуювання (в основному у чоловіків), ножні і ручні браслети і намиста-«коміри», що подовжують шию, у вигляді спіралей з латунного дроту (які служили еквівалентом цінності) у жінок, особливо у падаунг. Поселення частіше ендогамні; існував кільцевий коннубіум.
Основне свято - Новий рік (у грудні). Основні свята кая - Свято барабана (наприкінці квітня), Свято зростання бамбука, свято врожаю Діку (у жовтні).